# Elnur Hüseynov
Elnur Hüseynov va néixer el 3 de maig de 1987 a Aşgabat, Turkmenistan i és un cantant pop de l'Azerbaidjan. Va ser escollit representant del seu país per a Eurovisió 2008.
Tot i haver nascut al Turkmenistan, els seus pares són d'ètnia azerbaidjanesa. El seu pare treballa per l'exèrcit i la seva mare és experta en teoria musical. Quan tenia cinc anys, Hüseynov va ser admès a una escola de música on va aprendre a tocar el piano. El 1999 la seva família es va traslladar a Bakú on l'Elnur va estudiar a l'escola mèdica i es va graduar en odontologia. El 2004 es va graduar al Col·legi Zeynally de Música i va fer alguns cursos de perruqueria. Va treballar temporalment a l'Acadèmia d'Òpera i Ballet del Teatre Estatal de l'Azerbaidjan amb un grup coral de la Societat Filharmònica Estatal de l'Azerbaidjan, a més de cantar en un cor eclesiàstic. El 2003 va aconseguir el primer premi a la competició musical Sing Your Song del canal Lider TV de l'Azerbaidjan. El 2008 ell i Samir Javadzadeh van ser escollits per representar per primer cop l'Azerbaijan a Eurovisió. Van aconseguir arribar a la final del concurs, on van aconseguir la 8a posició.